# Maria Bergström
Karin Maria Bergström, född 1957, är förbundsordförande i Motorförarnas Helnykterhetsförbund (MHF) i Sverige. Hon efterträdde Benny Ruus 2009. 
Bergström har varit medlem i förbundsstyrelsen sedan 1994 och vice förbundsordförande sedan 1997. Vid sidan av med ordförandeskapet driver hon ett konsultföretag och har även andra styrelseuppdrag. Hon är bosatt i Västerås.